# Laos na Igrzyskach Azjatyckich 2018
Laos na Igrzyskach Azjatyckich 2018 – jedna z reprezentacji uczestnicząca na igrzyskach azjatyckich rozegranych w Dżakarcie i Palembangu w dniach 18 sierpnia – 2 września. W kadrze wystąpiło 139 zawodników w 18 dyscyplinach, którzy zdobyli łącznie 5 medali (2 srebrne i 3 brązowe).

## Medale
| Medal  | Zawodnik | Dyscyplina   | Konkurencja                   | Data        |
| ------ | --- | ------------ | ----------------------------- | ----------- |
| srebro | Phitthasanh Bounpaseuth Laksanaxay Bounphaivanh Chanthalak Chanthavong Phonsavanh Keoviseth Kantana Nanthisen Yothin Sombatputhone Noum Souvannalith Xaibandith Thadanabouth Kongsy Yang | Sepak Takraw | Zawody podwójne drużynowe (M) | 25 sierpnia |
| srebro | Nong Oy Vongphakdy | Pencak silat | Klasa C: 55–60 kg (K)         | 27 sierpnia |
| brąz   | Bo Thammavongsa | Pencak silat | Klasa B: 50–55 kg (M)         | 26 sierpnia |
| brąz   | Olathai Sounthavong | Pencak silat | Klasa B: 50–55 kg (K)         | 26 sierpnia |
| brąz   | Chiep Banxavang Santisouk Chandala Sonsavan Keosouliya Nouandam Volabouth Norkham Vongxay Koy Xayavong                                                                                   | Sepak Takraw | Kwadrant (K)                  | 31 sierpnia |

| Medale według dni | Medale według dni | Medale według dni | Medale według dni | Medale według dni | Medale według dni |
| Dzień             | Data              | złoto             | srebro            | brąz              | Razem             |
| ----------------- | ----------------- | ----------------- | ----------------- | ----------------- | ----------------- |
| 1                 | 19 sierpnia       | 0                 | 0                 | 0                 | 0                 |
| 2                 | 20 sierpnia       | 0                 | 0                 | 0                 | 0                 |
| 3                 | 21 sierpnia       | 0                 | 0                 | 0                 | 0                 |
| 4                 | 22 sierpnia       | 0                 | 0                 | 0                 | 0                 |
| 5                 | 23 sierpnia       | 0                 | 0                 | 0                 | 0                 |
| 6                 | 24 sierpnia       | 0                 | 0                 | 0                 | 0                 |
| 7                 | 25 sierpnia       | 0                 | 1                 | 0                 | 1                 |
| 8                 | 26 sierpnia       | 0                 | 0                 | 2                 | 2                 |
| 9                 | 27 sierpnia       | 0                 | 1                 | 0                 | 1                 |
| 10                | 28 sierpnia       | 0                 | 0                 | 0                 | 0                 |
| 11                | 29 sierpnia       | 0                 | 0                 | 0                 | 0                 |
| 12                | 30 sierpnia       | 0                 | 0                 | 0                 | 0                 |
| 13                | 31 sierpnia       | 0                 | 0                 | 1                 | 1                 |
| 14                | 1 września        | 0                 | 0                 | 0                 | 0                 |
| 15                | 2 września        | 0                 | 0                 | 0                 | 0                 |
| Razem             | Razem             | 0                 | 2                 | 3                 | 5                 |

| Medale według dyscyplin | Medale według dyscyplin | Medale według dyscyplin | Medale według dyscyplin | Medale według dyscyplin | Medale według dyscyplin |
| Dyscyplina              | złoto                   | srebro                  | brąz                    | Razem                   |                         |
| ----------------------- | ----------------------- | ----------------------- | ----------------------- | ----------------------- | ----------------------- |
| Pencak silat            | 0                       | 1                       | 2                       | 3                       |                         |
| Sepak Takraw            | 0                       | 1                       | 1                       | 2                       |                         |
| Razem                   | 0                       | 2                       | 3                       | 5                       |                         |

| Medale według płci | Medale według płci | Medale według płci | Medale według płci | Medale według płci | Medale według płci |
| Płeć               | złoto              | srebro             | brąz               | Razem              |                    |
| ------------------ | ------------------ | ------------------ | ------------------ | ------------------ | ------------------ |
| Mężczyźni          | 0                  | 1                  | 1                  | 2                  |                    |
| Kobiety            | 0                  | 1                  | 2                  | 3                  |                    |
| Razem              | 0                  | 2                  | 3                  | 5                  |                    |